# Svédország világörökségi helyszínei
Svédország területéről eddig tizenöt helyszín került fel a világörökségi listára, és egy helyszín a javaslati listán várakozik a felvételre.
| | Drottningholm Királyi Palota |
| 1991, kisebb módosítás: 2019 |                              |
| Kulturális (IV) |                              |
| Védett terület:162,49 ha, puffer zóna: 3 227,63 ha, hivatkozás: 559 |                              |
| A drottningholmi királyi palota Stockholm mellett a Máralen-tó közelében helyezkedik el. A 17. században emelt palota a franciaországi Versailles-i kastély mintájára épült. Svédország legnagyobb barokk épületegyüttesét 1662-ben kezdték építeni X. Károly Gusztáv özvegyének, Hedvig Eleonóra királynénak megrendelésére és 1700-ra készült el. A terveket idősebb Nicodemus Tessin készítette. Az épületet 1750-től elkezdték kibővíteni, és a munkálatok egészen a 18. század végéig tartottak. Belső díszítését rokokó stílusban alakították át. 1777-től kezdve az épületben állami rendezvényeket is tartottak, ezért ekkor egyes részei a korban divatos klasszicista díszítést kaptak. A kastélyt körülvevő angolkertet III. Gusztáv idejében alakították ki, a Kínai pavilonnal egy időben. A palota színháza tökéletes állapotban maradt meg, a 20. század eleji felújítása után jelenleg is üzemel. A 18. században épült színházak közül egyedülálló módon gyors jelenetváltás lehetővé tevő mechanikus szerkezete működőképes és eredeti berendezése is megmaradt. A palota 1922-től ismét királyi rezidencia, ekkor a korábban elszállított 18. századi bútorzat és dekoráció egy része ismét a palotába került. |                              |

| | Birka és Hovgården |
| 1993 |                    |
| Kulturális (III)(IV) |                    |
| Hivatkozás: 555 |                    |
| Az i. sz. 8. és 10. század között virágzó viking települések közül Birka és Hovgarden maradt fenn a legjobb állapotban. Akkoriban Birka és a szomszédos Adelsö-szigeten épült Hovgarden a Kelet- és Nyugat-Európa közötti kereskedelem egyik központja volt, Nyugat-Európából, Oroszországból és Arábiából érkeztek ide árucikkek. A Björkö szigetén álló Birka a svédországi kereszténység egyik fontos központja is volt, Ansgar püspök 831-ben itt alapította meg az első gyülekezetet majd a század közepén itt szentelte fel Skandinávia első keresztény templomát. 975-től a terület elvesztette jelentőségét, ennek az volt az oka, hogy a távolsági kereskedelmet lebonyolító vikingek más útvonalat választottak. Ennek oka az lehetett, hogy a Málaren-tónak megszűnt a közvetlen összeköttetése a tengerrel. Az elfelejtett városok iránt a 19. században kezdtek el újra érdeklődni és a feltárások jelenleg is folynak. Az ásatások során az erődítmények sáncai, a városfal romjai és kikötő nyomai és a parti kőgátak kerültek elő. Lakóépületek nem maradtak fenn, de a település nyomai világosan kirajzolódnak a területen. A Birka melletti temetőben eddig megközelítőleg 3000 sírt tártak fel. |                    |

| | Engelsbergi vasmű |
| 1993 |                   |
| Kulturális (IV) |                   |
| Védett terület: 9,59 ha, hivatkozás: 556 |                   |
| A svéd bányásztelepülés, a Högbyn bányavidéken található Engelsberg a 17. és a 19. század között jelentős ipari központ volt. A helyi lakosok már a 13. századtól kezdve bányásztak és olvasztottak ércet a területen. Svédországban nagy mennyiségben található jó minőségű vasérc, azért később számos olvasztóközpontot építettek. Ez a vasmű a legjobb állapotban fennmaradt épületegyüttes azok közül, amelyek Svédországot két évszázadon keresztül az iparág vezető hatalmává tették. A ma is működő nagyolvasztó 1778-ban épült, ezenkívül érintetlenül maradtak fenn a hozzá tartozó igazgatási és lakóépületek is. A vasmű mellett állt még a kertész háza, egy sörfőzde, az istállók, a kocsiszín, a kovácsok házai és egy nagyméretű csűr. A vasmű számos épületét az eredeti tervek alapján felújították és a régi olvasztási technikák bemutatására használják. Ezenkívül újra megnyitották a tárnarendszer egyes részeit is. A vasmű egészen 1920-ig üzemelt, az épületek jelenleg múzeumként működnek. |                   |

| | Tanum sziklafaragványai |
| 1994 |                         |
| Kulturális (I)(III)(IV) |                         |
| Védett terület: 4 137,6 ha,hivatkozás: 557 |                         |
| A feltételezhetően az i. e. 2. évezredben készült kiemelkedő művészi színvonalú és élénk kompozíciókat bemutató tanumi sziklafaragványok a bronzkori élet megörökítői. Ezek a sziklarajzok a térség legfontosabb őstörténeti leletei. A vésetek a mindennapi élethez, a hadviseléshez és a valláshoz kapcsolódnak. A gránitba befaragott részletgazdag ábrázolások csatajeleneteket, táncoló embereket, lovakat, medvéket, fegyvereket, szerszámokat, kultikus alakokat és szertartásokat jelenítenek meg. Jelenleg megközelítőleg 1500 vésetet katalogizáltak, azonban a folyamatos kutatások során mindig újabbak kerülnek elő. A vésetek mélysége változó 1 mm és 40 mm között mozog, valószínűleg a számukra komolyabb témákat ábrázoló vésetek azok, amelyeket mélyebben alakítottak ki a sziklafelületen. A vésetek tanulmányozása alapján valószínűsíthető, hogy a rajzokat többféle színnel emelték ki. A környéken végzett régészeti feltárások során újkőkori sziklasírokat, rúnaköveket és egy bronzkori falut tártak fel. |                         |

| | Skogskyrkogården |
| 1994 |                  |
| Kulturális (II)(IV) |                  |
| Védett terület: 108,08 ha, hivatkozás: 558 |                  |
| A Skogskyrkogården temetőt 1917 és 1920 között alakították ki egy erdőben Stockholmtól délre. Eredetileg egy 100 hektáros területet foglalt el egy fenyővel benőtt kavicsbányában majd 1940-ben kibővítették. Az 1914-ben kiírt nemzetközi pályázatot Erik Gunnar Asplund és Sigurd Lewerentz nyerte meg, akik számos épületet illesztettek a tervszerűen kialakított tájba. Nem a magasépítészet vagy a klasszikus tájrendezés módszereihez folyamodtak, hanem az ősi, északi temetkezési hagyományokból indultak ki. Az épületek közül figyelemre méltó az 1920-ban épült négyzet alaprajzú nyitott oszlopcsarnokos fakápolna, három ravatalozókápolnás krematórium és egy hatalmas magában álló kereszt. A tervezőknek sikerült harmonikusan beleilleszteniük az építészeti elemeket a környezetbe, ennek köszönhetően világszerte nagy hatást gyakorolt az építészetre. Az északi táj középpontba állítása nagyszabású újításnak számított a 20. század elejének tájépítészetében. |                  |

| | Visby |
| 1995 |       |
| Kulturális (IV)(V) |       |
| Hivatkozás: 731 |       |
| Visby, Svédország egyik legjelentősebb és legjobb állapotban fennmaradt Hanza-városa Gotland szigetén található. A régészeti feltárások során kiderült, hogy a terület már a kőkorban is lakott volt. A 12. században az Oroszország belső vidékei felé irányuló kereskedelem egyik csomópontja volt, nem sokkal később pedig a Hanza-szövetség egyik bázisává vált. Ekkor a városba német, orosz és dán kereskedők telepedtek le. A 13. században az északi kereskedővárosok között közvetlenül Lübeck után következett a fontossági sorrendben. Ekkor számos templomot és céhes házat építettek, a faházakat kőépületek váltották fel. A település saját pénzverési joggal rendelkezett és a nemzetközi hajózás törvényhozó központjaként működött. Virágkora 1361-ig tartott, amikor IV. Valdemár dán király elfoglalta a szigetet. A középkori városból fennmaradt 3,4 kilométeres helyenként 9 méter magas fala, amit 38 őrtoronnyal erősítettek meg. A városközpontban számos 12. és 13. században épült kereskedőház látható. |       |

| | Lappföld |
| 1996 |          |
| Vegyes (III)(V)(VII)(VIII)(IX) |          |
| Védett terület: 940 900 ha, hivatkozás: 774 |          |
| A tundranövényzettel borított Lappföld az alacsonyabban fekvő erdőségek peremétől a Norvég-tenger partjáig húzódik. Az északi sarkkörhöz közel fekvő terület a nomád életformát folytató lappok, más néven számik hagyományos szálláshelye. A lappok a nyarat a hegyekben, a telet a vidék keleti részén elterülő erdőkben töltik. Életformájuk alapja a haszonállatok vándorló legeltetése, a kézművesség és a halászat, de megélhetésüket már nem csak ez biztosítja, hanem a turizmus és környezetvédelmi projektek is. Ezenkívül a hagyományos iparágak közé tartozik a szövés, a fa- és csontfaragás illetve a szőrmekészítés is. Vándorló életmódjuknak köszönhetően teljes egészében ki tudják használni a nagy terület nyújtotta lehetőségeket. Lappföldön megtalálhatók ragadozó emlősök, farkasok és barna medvék, valamint jávorszarvasok és alacsony egyedszámban rozsomákok is. Emellett 150 madárfaj jelentős számú populációját tartják nyilván és vadlovak is élnek a területen. |          |

| | Gammelstad templomközössége |
| 1996 |                             |
| Kulturális (II)(IV)(V) |                             |
| Védett terület: 16,4 ha, puffer zóna: 243,47 ha, hivatkozás: 762 |                             |
| Gammelstad városa a Botteni-öböl partján fekszik. Ez a legjobb állapotban fennmaradt templomközösség ami régebben egész Skandináviában elterjedt településforma volt. A közösség 424 lakóbódéja a nagy távolságból ideérkező és aznap már hazautazni nem tudó utazók szállásaként funkcionált. Ez a megoldás egy ma is elő hagyomány Svédország északi részén, ahol a klimatikus viszonyok sokszor megnehezítik az utazást. A faházakat csak vasárnap és ünnepnapokon használták, a legkorábbiak valószínűleg a 16. század közepén épültek. A házak utcára néző ajtajai és ablaktáblái változatosak. Az ajtók többségén látható háromszög alakú szimbólum egy régi, pogány jelkép újraértelmezése, ami egy oltárt és áldozati tüzet ábrázol. A település templomát feltehetően a 15. század elején építették vörös és fehér gránittömbökből. Belsejében említésre méltó az 1520-ban felállított oltár és az 1480 körül készült freskók. |                             |

| | Karlskrona haditengerészeti kikötő |
| 1998 |                                    |
| Kulturális (II)(IV) |                                    |
| Védett terület: 320,41 ha, puffer zóna: 1 105 ha, hivatkozás: 871 |                                    |
| Karlskrona hadi kikötő létesítését XI. Károly rendelte el 1680-ban a Svédország délkeleti részén elterülő szigeten 10 fregattból és 38 csatahajóból álló flottája számára. Svédország ekkor jelentős tengeri hatalomnak számított, területe kiterjedt a mai Finnországra, Észtországra, Lettországra és Németország egyes területeire. A várostervezéssel ifj. Nicodemus Tessint és Erik Dahlberget bízták meg. A települést monumentális felvonulási terek, széles utcák és nagyszabású történelmi emlékművek jellemzik. Tervezése stratégiai szempontokat ötvöz klasszikus várostervezési hagyományokkal. A kikötőt folyamatosan bővítették, ezzel összefüggésben a település is egyre jobban világvárosi arculatot öltött. A központi térről kiinduló sugárirányban kialakított utak ma is meghatározzák a város szerkezetét. A főtéren található a település két jelentős temploma és a Városháza (18. század), valamint a később épült Hangversenyterem, Városi Könyvtár és a Posta. A Tengerészeti Múzeumban fegyverek, hajómodellek, navigációs eszközök és térképek mutatják be Svédország tengerhajózással összefüggő múltját. |                                    |

| | Merenkurkku szigetvilága |
| Finnország és Svédország közös világörökségi helyszíne |                          |
| 2000, kiterjesztés: 2006 |                          |
| Természeti (VIII) |                          |
| Védett terület: 336 900 ha, hivatkozás: 898 |                          |
| A finnországi Merenkurkku-szigetvilág és a svédországi Magaspart határokon átívelő természeti világörökségi helyszíne a Balti-tenger északi részén található. A szigetvilág körülbelül 5600 szigetből áll. Az utolsó jégkorszak vége óta (ami Skandináviában 9600 évvel ezelőtt történt) a szigetcsoport tengerszint feletti magassága folyamatosan és gyors ütemben nő. Ennek oka, hogy elolvadt a hatalmas súlyú jégtakaró, ami eddig a víz alá nyomta. Ennek a folyamatnak a hatására szigetek bukkannak elő, a meglévő szigetek és a félszigetek területe egyre nagyobb lesz, egyes öblökből tavak lesznek később pedig mocsarak és tőzeglápok. A Magaspartot szintén az olvadás és ennek következtében a új földdarabok kiemelkedése formálta. Jellegzetességei a tavak és az erdővel borított dombok. A térség eddig 285 métert emelkedett és ez a folyamat jelenleg is tart. A talaj évszázadonként 93 centimétert emelkedik, ami az eddig ismert legnagyobb mértékű emelkedés, így ezen a területen lehetőség nyílik a jégkorszak utáni földmozgások tanulmányozására. |                          |

| | Dél-Öland mezőgazdasági körzete |
| 2000 |                                 |
| Kulturális (IV)(V) |                                 |
| Védett terület: 56 323 ha, puffer zóna: 6 069 ha, hivatkozás: 968 |                                 |
| A Balti-tengeren található Öland szigete már 5000 évvel ezelőtt is lakott hely volt. A feltárt régészeti leletek tanúsítják, hogy a szigeten azóta folyamatos volt az emberi jelenlét. A mezőgazdasági terület arról tanúskodol, hogy az itt élő emberek már a bronzkorban is hatékonyan tudták kiaknázni a lehetőségeket. Az ásatások során vaskori temetkezési helyek és körkörösen erődített települések maradványai kerültek elő. A sziget elsősorban egy kereskedelmi útvonalon való fekvésének köszönhette jelentőségét. A középkorból fennmaradt legfontosabb épület a ma múzeumként működő Eketorp vára, amit i. sz. 400 és 1300 között laktak. A 12. században számos kőtemplomot emeltek a területen, ezek közül figyelemre méltó Hulterstad és Resmö temploma. A sziget látványos építménye a X. Károly Gusztáv parancsára épített 5 kilométer hosszú fal. A terület használatának módja napjainkig nem sokat változott, jelenleg is a földművelés és az állattenyésztés számít a legfontosabb gazdasági tevékenységnek. |                                 |

| | Nagy Copper-hegy bányászati területe Falunban |
| 2001 |                                               |
| Kulturális (II)(III)(V) |                                               |
| Védett terület: 42,82 ha, puffer zóna: 3 499,9 ha, hivatkozás: 1027 |                                               |
| A bányászati területe egyike a világ legjelentősebb ipari műemlékeinek. Az réztelért több mint ezer éve fedezték fel, a kitermelés a 9. századtól a 20. századig tartott. A Stora Kopparberg Rézbánya Vállalatot 1284-ben alapították. Ez tekinthető világ első vállalatának, ahol a tulajdonjog olyan arányban oszlott meg a szabad bányászok között, amilyen arányban a rézkohókat birtokolták. A tartomány székhelye Falun városa is a bányászatnak köszönheti létrejöttét. A 17. században alapított településre a tudatos várostervezés jellemző, utcái négyzetrácsos alaprajzot követnek. Itt létesült az első olyan lakótelep, ahol a lakások a bányászok tulajdonában voltak. A 17. századra a világ réztermelésének 70%-át ez a bánya adta, ami a Svédországi ipar egyik meghatározó elemévé tette, és jelentősen hozzájárult ahhoz, hogy az ország európai nagyhatalommá vált. A kitermelés komoly kockázatokkal járt, ami 1687-ben katasztrófát okozott, amikor több tárna beomlott. Az ekkor keletkezett hatalmas gödör ma is látható Falun központjának szélén. |                                               |

| | Varberg Rádióállomás |
| 2004 |                      |
| Kulturális (II)(IV) |                      |
| Védett terület: 109,09 ha, puffer zóna: 3 854 ha, hivatkozás: 1134 |                      |
| A Varberg rádióállomás 1922 és 1924 között épült a Svédország déli részén található Grimetonban. A hely kiválasztásának fő szempontja volt, hogy olyan nyílt terepen álljon ahonnan a rádióhullámok akadálytalanul elérik New Yorkot. Az 1924 és 1960 között üzemelő rádióállomás a korai transzatlanti vezeték nélküli kommunikáció egyik legjobb állapotban megőrzött emléke. Legfontosabb része a Ernst Alexander által megépített váltóáramú generátor. Az antennarendszer hat 127 méter magas acéltoronyból áll, ekkor ezek voltak Svédország legmagasabb építményei. Az állomás teljes területe több mint egy négyzetkilométert foglal el, itt találhatók a tornyok, a rövidhullámú rádióadók és antennáik, valamint a személyzet számára kialakított lakónegyedek. Bár a rádióállomás egészét nem használják a berendezést működőképes állapotban tartják. 1997-óta egy részét megnyitották a nagyközönség számára, egyes eszközeit jelenleg is a svéd haditengerészet használja. |                      |

| | Struve földmérő vonal |
| Észtország, Fehéroroszország, Finnország, Lettország, Litvánia, Moldova, Norvégia, Oroszország, Svédország és Ukrajna közös világörökségi helyszíne. |                       |
| 2005 |                       |
| Kulturális (I)(IV)(VI) |                       |
| Hivatkozás: 1187 |                       |
| A 19. századra a háromszögeléses módszer módszer már elérte azt a fejlettségi szintet, hogy rendszeresen alkalmazták a földméréseknél. Friedrich Georg Wilhelm von Struve német csillagász eldöntötte, hogy ezzel a módszerrel pontosan meghatározza a Föld formáját és nagyságát. A méréseket úgynevezett háromszögelési technikával, mérőpontok által meghatározott háromszöghálózat segítségével végezték. A munkát 1816-ban kezdték el és majdnem negyven évvel később 1855-ben fejezték be. A cél a tartui meridián, a Tartu városán áthaladó hosszúsági kör pontos megmérése volt. A tíz országon (Norvégia, Svédország, Finnország, Oroszország, Észtország, Lettország, Litvánia, Fehéroroszország, Ukrajna, Moldovai Köztársaság) áthaladó földmérő vonal a Jeges-tengertől a Fekete-tengerig húzódik, hossza 2820 kilométer, 258 háromszögből és 265 felsőrendű és 60 alsórendű pontból áll. A telepített mérési pontokból napjainkra 34 maradt meg. |                       |

| | Hälsinglandi farmok |
| 2012 |                     |
| Kulturális (V) |                     |
| Védett terület: 14,84 ha, puffer zóna: 537,04 ha, hivatkozás: 1282 |                     |
| A világörökségi helyszínhez hét Svédország északkeleti részén található farm tartozik, ahol a házak a középkorban (12-16. század) gyökerező favázas építkezési mód legszebb alkotásai. A jó állapotban lévő házak egy kivételével magánkézben vannak. A házakban egy esetleges tűzvész ellen 2012-ben tűzvédelmi rendszereket építettek ki. A 18. és 19. században a farmerek vagyonuk egy részét ezekre a gazdagon díszített házaknak az építésére fordították, amelyekben nem laktak, hanem kizárólag közösségi célokra és ünnepségek lebonyolítására használták, az év többi részében üresen álltak. A házakban kialakított helyiségek száma négy és tíz között váltakozik. Az épületeket falfestményekkel díszítették, ezek egy részét közvetlenül a fára festették, a többit vászonra és később helyezték a falakra. Alkotóik általában vándorló művészek voltak. A jelenetek bibliai témákat ábrázoltak, de a rajtuk szereplő személyek korabeli ruhákat viselnek. A képek barokk és rokokó stílusjegyeket mutatnak ami keverednek a helyi hagyományokkal. |                     |

## Javasolt helyszín
| Megnevezés                                     | Kép | Típus      | Kritérium | Év   | Link |
| ---------------------------------------------- | --- | ---------- | --------- | ---- | ---- |
| A módszeres biológia kialakulásának helyszínei |     | Kulturális | VI        | 2009 | 5491 |